# Нільс Русен (футболіст)
Нільс Ру́сен (швед. Nils Rosén, нар. 22 травня 1902, Гельсінборг, Швеція — пом. 25 червня 1951) — шведський футболіст, що грав на позиції півзахисника.

## Клубна кар'єра
У дорослому футболі дебютував 1922 року виступами за команду клубу «Гельсінгборг», кольори якої і захищав протягом усієї своєї кар'єри гравця, що тривала чотирнадцять років. Двічі виборював з командою перемогу у чемпіонаті Швеції.
Помер 25 червня 1951 року на 50-му році життя.

## Виступи за збірну
1925 року дебютував в офіційних матчах у складі національної збірної Швеції. Протягом кар'єри у національній команді, яка тривала 10 років, провів у формі головної команди країни 25 матчів.
У складі збірної був учасником чемпіонату світу 1934 року в Італії, на якому досвідчений півзахисник був капітаном шведської команди.

## Титули та досягнення
- Чемпіон Швеції (2):

«Гельсінгборг»: 1933, 1934